# Ludovic Auger
Ludovic Auger (Joigny, 17 de febrero de 1971) es un antiguo ciclista francés. Profesional de 1994 a 2007, ganó Le Samyn, el Tour de Normandía y el Tour de la Manche. Su hermano Guillaume también fue ciclista profesional.

## Palmarés
1997
- 1 etapa de la Carrera de la Solidaridad y de los Campeones Olímpicos

1998
- Le Samyn

2000
- Tour de Normandía

2004
- Tour de la Manche, más 1 etapa

## Resultados en Grandes Vueltas
| Carrera | Carrera         | 1994 | 1995 | 1996 | 1997 | 1998 | 1999  | 2000 | 2001  | 2002 | 2003 | 2004 | 2005 | 2006 | 2007 |
| ------- | --------------- | ---- | ---- | ---- | ---- | ---- | ----- | ---- | ----- | ---- | ---- | ---- | ---- | ---- | ---- |
|         | Giro de Italia  | —    | —    | —    | —    | —    | —     | —    | —     | —    | —    | —    | —    | —    | —    |
|         | Tour de Francia | —    | —    | —    | Ab.  | Ab.  | 111.º | —    | 133.º | —    | —    | —    | —    | —    | —    |
|         | Vuelta a España | —    | —    | —    | —    | —    | —     | —    | —     | —    | —    | —    | Ab.  | —    | —    |

—: no participa

Ab.: abandono